# Moé Makosso IV
Pour les articles homonymes, voir Makosso.
Moé Makosso IV, né le 1er mai 1944 à Tchizondi en république du Congo et mort le 23 décembre 2020 à Rabat au Maroc, est le 17e roi du royaume de Loango. Il a été intronisé le 29 août 2009 à Bilala (dans le Kouilou). Depuis 1960, le nombre de ses royaumes change car des territoires obtiennent leur indépendance et deviennent des républiques. Sa Majesté Moé Makosso IV, roi de Loango, a désormais un nouveau palais construit à Diosso.
Moé Makosso IV, a été marié à deux femmes, Claudine Makosso et Honorine Nzinga et est père de dix-sept enfants, trente-deux petits-fils ainsi que neuf arrière-petits-fils.

## Jeunesse
Moé Makosso IV est né le 1er mai 1944, à Tchizondi, dans le district de Madingo-Kayes (district), de 
Jean Makosso et d'Isabelle Moé Tchitoula.
Il fait ses études à l’école primaire Raymond-Paillet de 1956 à 1959, puis poursuivit son cycle primaire dans l'école Mvoumvou Sud jusqu’en classe de CM2.
Il entame sa carrière professionnelle comme chauffeur grumier, et est ensuite embauché par la société SIDETRA. De 1981 à 1999, il est employé au Port autonome de Pointe-Noire en qualité de chauffeur-mécanicien.

## Accession au trône et couronnement
De son surnom de commandant royal « Oreille riche », le roi des Vilis a certes les qualités d’un chef, mais c’est parce qu’il était le petit-fils du roi Moe Poaty III (souverain de 1931 à 1975) qu’il a été choisi.
Toujours paré d’une canne et d’une peau de panthère, symboles de sa puissance, Moé Makosso IV a dû passer pendant six mois les épreuves initiatiques indispensables avant d’être investi. Associé à toutes les manifestations officielles, dont l’inauguration de la route Pointe-Noire – Dolisie (qu’il a bénie), le roi de Loango s’est aussi rendu le 31 mai 2012 à Mbé, siège du royaume téké, où il a signé avec son homologue, le 17e Makoko, un manifeste pour la consolidation de la paix et de l’unité du Congo.

## Investiture du roi Moé Makosso IV
L’esplanade du musée de Diosso, dans le département du Kouilou, a servi de cadre, samedi 29 août 2009, à l’investiture du roi de Loango, Moé Makosso IV, du clan Nkondi, qui a succédé à Moe Tati 1er.

## Processus concourant au choix du souverain de Loango
Élu par le grand jury des Sifumu-tchi-si, les dignitaires des clans primordiaux, Moé Makosso IV est apparu comme le choix le plus indiqué, parce que répondant aux critères physiques, économiques, moraux et surtout ésotériques. Après la notification, en octobre 2008, par une délégation composée des dignitaires de Bwali au village Kubutchi, Moé Makosso IV est entré à Vandu-li-Bwali, résidence provisoire des rois de Loango. Le 30 mai 2009, il a été présenté au peuple du royaume sur le site de Mbate-bondi, site historique ayant abrité, en son temps, le sacre du 15e roi, Moe Poaty III.
Dans aucun document écrit, ni même dans la tradition orale, les Vili ou les Yombe n’ont pu dater la fondation Loango. Néanmoins, on peut dire que Loango fut fondé au XIVe siècle, et grâce à l’arrivée d’un groupe des Kongo, mais selon l'historien et chercheur congolais Didier Moe Loembe Tchikambou « membre de la lignée royale N'Kata et président-fondateur du cercle de réflexion Honoris-Causa », le royaume Loango fut créé vers la fin du VIIIème et le début du IXème dans l'actuel Angola, et il est arrivé dans la région du Kouilou à Loango sous la direction d'un dignitaire du nom de Kungu. Le terme Loango signifie, à la fois, dignité royale et pouvoir, au sens le plus complet du terme.

## Image publique et personnalité
Retraité de l’Agence transcongolaise de communication (ATC), Moé Makosso IV est le 17ème roi de Loango. Après son investiture, suivra une longue période qui peut durer jusqu’à sept ans, pour son initiation aux pratiques «magico-religieuses» par les différents clans du royaume. Polygame avec deux femmes, il a dix sept enfants. Rappelons que les pouvoirs traditionnels, au Congo-Brazzaville, ont été réhabilités par la Conférence nationale souveraine de 1991, et ont un caractère symbolique. Mais, ils ont un pouvoir temporel et spirituel sur leurs sujets et sont, souvent, courtisés par les hommes politiques. 

## Palais royal (Limani-Li-Bwali Diosso)
Le roi de Loango, sa Majesté Moé Makosso IV, est logé dans le nouveau palais royal (Limani-Li-Bwali Diosso) 
situé à côté du musée régional Mâ-Loango.
Le palais reflète la grandeur du pouvoir royal et renvoie aux heures de gloire des royaumes. S’étendant sur une superficie de 960 mètres carrés, ce complexe résidentiel royal est marqué par une architecture douce mais monumentale, symbolisée par un bâtiment classique de R+1, ayant au rez-de-chaussée  deux séjours, un coin repas, une cuisine, deux chambres, trois salles d’eau, un porche, un garage et deux terrasses. Et à l’étage, quatre chambres à coucher, deux salles d’eau, un balcon et un vide sur salon.
Deux bâtiments de type F6 de plain-pied, d’une superficie de 255 mètres carrés, comprenant chacun un séjour, un coin repas, cinq chambres, trois salles d’eau, une cuisine, un cellier, trois terrasses et un hall pour loger la famille royale et ses invités. Et à côté de ces bâtiments figurent également deux paillotes composées chacune d’un séjour, un coin repas, une chambre, une salle d’eau et une cuisine.
Tous les ouvrages sont peints en bleu et jaune, couleur du royaume de Loango. L’ensemble  des bâtiments est alimenté par un groupe électrogène de 110 KVA,  de même qu’un forage de 150 mètres de profondeur est mis en place, fonctionnant à l’aide de l’énergie solaire.

## Mort
Moe Makosso IV meurt le 23 décembre 2020 dans la clinique polytechnique de Rabat au Maroc, des suites d'une longue maladie.

## Inhumation
La cérémonie officielle des obsèques s'est tenue le 3 février 2021 dans l'enceinte du palais royal Limani-Li-Bwali Diosso. 
Le rituel traditionnel prévu à cet effet s'est tenu en présence d'Antoinette Sassou Nguesso, la première dame, des représentants de la Cour royale de Mbé, de la chefferie de Mbaya, de sa majesté le roi Mohamed Ovenga 1er d'Olamba de la première chefferie Mpongwe du Gabon, Moe Patrick Tchicaya, gouverneur représentant du Loango au Gabon, sa majesté Innocent Nayang Toukam du royaume Batoufam de l’ouest du Cameroun, sa majesté Mfumu Difima, chef coutumier Kongo de la province du Kongo central de la république démocratique du Congo, du roi Salomon Madiba Songué du canton de Bakoko sur le littoral camerounais.     
Le Ntotila (dépouile mortelle royale) a été inhumé au cimetière royal de Tchibang Bang.

## Décorations
- Ordre patriarcal de Saint Nicolas (2013)[7] par Mgr Athanase de la Mission orthodoxe.